# Palythoa grandis
Palythoa grandis är en korallart. Palythoa grandis ingår i släktet Palythoa och familjen Zoanthidae. Inga underarter finns listade i Catalogue of Life.